# Ernie Vandeweghe
Ernest Maurice « Ernie » Vandeweghe Jr., né le 12 septembre 1928 à Montréal, au Québec, et mort le 9 novembre 2014, est un médecin et un joueur canadien de basket-ball. Il évolue durant sa carrière aux postes d'arrière et d'ailier. Il est le père de l'ancien basketteur Kiki Vandeweghe, le mari de l'ancienne Miss America 1952 Colleen Kay Hutchins et le grand-père de la joueuse de tennis Coco Vandeweghe.